# Ambasamudram
Ambasamudram (o Ambassamudram) è una suddivisione dell'India, classificata come town panchayat, di 32.681 abitanti, situata nel distretto di Tirunelveli, nello stato federato del Tamil Nadu. In base al numero di abitanti la città rientra nella classe III (da 20.000 a 49.999 persone).

## Geografia fisica
La città è situata a 8° 41' 60 N e 77° 28' 0 E e ha un'altitudine di 75 m s.l.m..

## Società

### Evoluzione demografica
Al censimento del 2001 la popolazione di Ambasamudram assommava a 32.681 persone, delle quali 15.862 maschi e 16.819 femmine. I bambini di età inferiore o uguale ai sei anni assommavano a 2.880, dei quali 1.501 maschi e 1.379 femmine. Infine, coloro che erano in grado di saper almeno leggere e scrivere erano 24.919, dei quali 13.039 maschi e 11.880 femmine.